# Uudenkaupungin Urheilijat
Uudenkaupungin Urheilijat was een Finse basketbalclub uit Uusikaupunki die bestond van 1974 tot 1994.

## Geschiedenis
In 1974 werd Uudenkaupungin Urheilijat opgericht als onderdeel van de gelijknamige omnisportvereniging die al sinds 1898 bestond. De basketbalclub was actief tot 1994 toen ze in financiële problemen geraakte. De club maakte een doorstart als Korihait die zowel de plaats als erelijst van UU overnam. UU werd Fins landskampioen in 1990 en won tweemaal de beker in 1986 en 1988.

## Erelijst
- Fins landskampioen: 1990
  - Tweede: 1995
  - Derde: 1985, 1987, 1992

- Finse basketbalbeker: 1986, 1988
  - Tweede: 1987, 1995

## Coaches
| Jaar      | Coach               |
| --------- | ------------------- |
| 1974-1976 | Heikki Wala         |
| 1976-1983 | Paavo Koskivaara    |
| 1983-1984 | Markku Jääskeläinen |
| 1984-1994 | Heikki Wala         |